# Un autre nom pour l'amour
Un autre nom pour l'amour (titre original : An Indecent Obsession) est un roman de Colleen McCullough publié en 1981. Il a été traduit de l'anglais par Michel Ganstel.

## Résumé
En 1945 sur une ile du Pacifique, le sergent australien Wilson arrive d'Indonésie au pavillon des malades mentaux (5), qu'il n'est pas, de l'infirmière Honora car il a presque tué son adjudant. Luc fait l'amour à Honora sur la plage. Puis elle le surprend à ennuyer Wilson et le prend en grippe. Elle le voit vouloir faire l'amour à Wilson puis fait l'amour à ce dernier. Elle découvre que Luc s'est suicidé. Le bloc hospitalier ferme et il lui dit que c'est Ben qui a tué Luc. Elle veut vivre avec Wilson mais il refuse. Elle devient infirmière stagiaire en hôpital psy. Elle apprend que Wilson a tué Ben qu'il hébergeait et s'est tué. Elle s'investit encore plus dans son travail, le prenant comme un devoir, autre nom de l'amour.